# Burgstall Warberg
Der Burgstall Warberg, früher Wartberg genannt, ist eine abgegangene Höhenburg auf dem Warnberg nahe dem Ortsteil Warberg der Stadt Neunburg vorm Wald unmittelbar an der Grenze zur nördlichen Nachbargemeinde Dieterskirchen im Oberpfälzer Landkreis Schwandorf in Bayern. Das vom bayerischen Landesamt für Denkmalpflege als Mittelalterlicher Burgstall Warberg erfasste Bodendenkmal trägt die Denkmalnummer D-3-6640-0009.

## Geographische Lage
Die Stelle der ehemaligen Burg liegt 3700 Meter nördlich der Katholischen Pfarrkirche Sankt Joseph in Neunburg vorm Wald oder 280 Meter nördlich des Weilers Warnberg auf dem 567,2 m ü. NN hohen Warenberg. Dieser Berg erhebt sich über dem Tal der Ascha, das ihm im Westen und im Norden umfließt. Auch nach Süden fällt der Warenberg sehr steil ab, und nur die Ostseite steigt über einen nur wenige Meter tiefer als das Burggelände liegenden Bergsattel auf den zweiten, 572 m ü. NN hohen Gipfelpunkt des Berges an. Weiter östlich daran schließen sich noch einige weitere, teilweise noch höhere Bergkuppen an. Die langgezogene Spornkuppe des Berges befindet sich etwa 180 Höhenmeter über dem Tal.
In der Nähe liegen noch einige weitere frühere Burgen: nur etwa 150 Meter östlich des Halsgrabens der Burg befindet sich der Burgstall Bach, eine rechteckige Befestigung die mit einem Wallgraben umgeben ist. Heute ist sie stark mit Unterholz bewachsen, so dass ein Überblick über die Anlage schwerfällt. Über eine mögliche Beziehung zur Burg Warberg kann mangels archäologischer Befunde noch nichts gesagt werden. Vier Kilometer östlich des Burgstalls Warberg liegt eine weitere abgegangene Burganlage, die Burg Altenthanstein, eine Vorgängeranlage der sechs Kilometer östlich liegenden Burgruine Thanstein. Ebenfalls sechs Kilometer, in nordwestlicher Richtung, befindet sich die Burgruine Zangenstein. Im Südosten lag im 3,5 Kilometer entfernten Dorf Schwarzeneck eine weitere Burganlage, sowie auch 7,7 Kilometer entfernt auf dem Ramberg, die Burg Ramberg, früher als Burg Randenberg bezeichnet. Südsüdwestlich stand auf einem Bergvorsprung bei Neunburg vorm Wald über dem Tal des Berglingbaches eine heute unbekannte Burg, heute als Burgstall Altenschloss bezeichnet, und auch in Neunburg stand eine Burganlage, die in späterer Zeit zum Schloss ausgebaut wurde.

## Geschichte
Eine erste indirekte Erwähnung der Burg fand um das Jahr 1138 statt, in der die Gräfin Adelheid von Warberg ihr Gut bei Traitsching dem Kloster Ensdorf schenkte. Adelheid war die Tochter von Heinrich von Limburg, und die Enkelin von Bodo von Pottenstein.
Adelheid und ihr erster Ehemann Kuno von Horburg-Lechsgemünd stifteten im gleichen Jahr noch weitere Güter, dieses Mal an die Bamberger Kirche, und auch um 1140 fanden weitere Schenkungen der Adelheit comitessa de Wartperch an das Kloster Sankt Michael in Bamberg statt.
Nach dem Tod ihres ersten Ehemannes Kuno im Jahr 1139, heiratete sie Graf Konrad II. von Dachau.
Die letzte urkundliche Erwähnung der Gräfin Adelheid fand um das Jahr 1144 statt, worauf Graf Gebhard III. von Sulzbach seine Erbschaftansprüche auf die Hinterlassenschaften der Gräfin stellte.
Da der Vater von Graf Gebhard III., Graf Berengar I. ein Halbbruder von Kuno von Horburg-Lechsgemünd war, erbten nun die Sulzbacher die Burg. Adelheid hatte vermutlich keine direkten Erben aus ihren beiden Ehen, was auch die hohe Anzahl der vermachten Güter an verschiedene Klöster unterstreicht.
Elisabeth von Sulzbach, die Tochter des Grafen Gebhard III. heiratete um das Jahr 1159 Graf Rapoto I. von Ortenburg und bekam die Burg Warberg als Brautgeschenk. 1188, nach dem Tode von Graf Gebhard III. erbten dann ihre Söhne Heinrich I. und  Rapoto II. von Ortenburg die Burg Warberg.
Eine erste vermutliche Zerstörung fand wohl im Krieg zwischen den Grafen von Ortenburg und den Grafen von Bogen, Passau, Böhmen und Österreich in den Jahren 1192 bis 1199 statt.
Über diese Zerstörung existiert zwar keine urkundliche Erwähnung, allerdings deutet ein archäologisch nachgewiesener Zerstörungshorizont im Bereich des Burgstalls darauf hin.
Die Burg blieb noch bis ins Jahr 1261 im Besitz der Ortenburger, im gleichen Jahr verkaufte der Sohn von Graf Friedrich von Truhendingen und Anna von Ortenburg, Tochter Heinrichs I. von Ortenburg, Warberg an Herzog Ludwig den Strengen.
Ein weiterer archäologisch nachgewiesener Zerstörungshorizont, der zur endgültigen Zerstörung der Burg Warberg führte, könnte mit den Kriegseinfällen des Böhmenkönigs Ottokars II. von Böhmen in der zweiten Hälfte des 13. Jahrhunderts zusammenhängen. Aber auch hierfür gibt es keine urkundlichen Nachweise, allerdings soll auch das unweit der Burg gelegene Kloster Schwarzhofen ebenfalls im Verlauf dieses Krieges vor 1285 zerstört worden sein.
Burg Warberg war schon im Jahr 1283 in einem desolaten Zustand, da nur von einem Acker „…ante castrum Warperch“ und einem Wald „…silva in suburbio castri“, die in unmittelbarer Nähe gelegene Stadt Neunburg vorm Wald aber in bebauten Zustand und als neuer Amtssitz in den Nordgauischen Saalbüchern erwähnt wurde. Die Burg wurde also zwischen 1261 und dem Jahr 1283, vielleicht schon 1278 aufgegeben, falls der zweite Böhmische Krieg, und mit ihm der Tod Ottokars II. in der Schlacht auf dem Marchfeld in diesem Jahr als Grund der Aufgabe steht.
Bis ins Jahr 1495 wurden die Warberger noch mehrmals urkundlich erwähnt (Balthasar der Warberger zu Kürnberg), vermutlich ein Ministerialengeschlecht das sich weiter nach der zerstörten Burg benannte.
Zwischen 1991 und 1993 fand eine Ausgrabung durch das Bayerische Landesamt für Denkmalpflege statt, in der einige Mauerverläufe aufgedeckt werden konnten.

## Beschreibung
Von der ehemaligen 150 mal 50 Meter großen Burganlage mit salisch-staufischer Ringmauer und Schichtwasserbrunnen sind nur noch geringe Mauerreste und der Brunnen erhalten. Funde befinden sich im Schwarzachtaler Heimatmuseum in Neunburg vorm Wald.

## Bilder

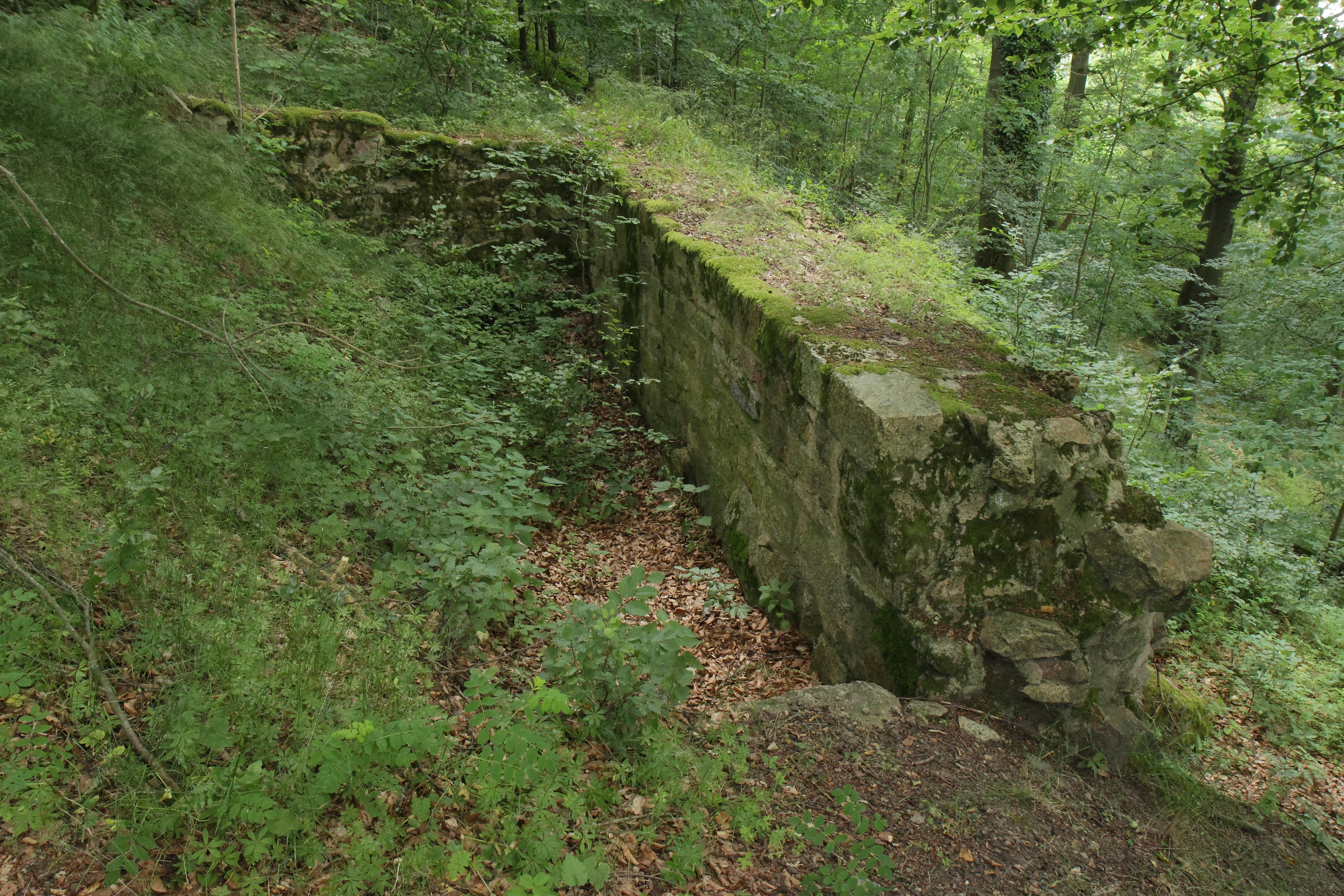
Mauerreste der Burg (Juli 2013)
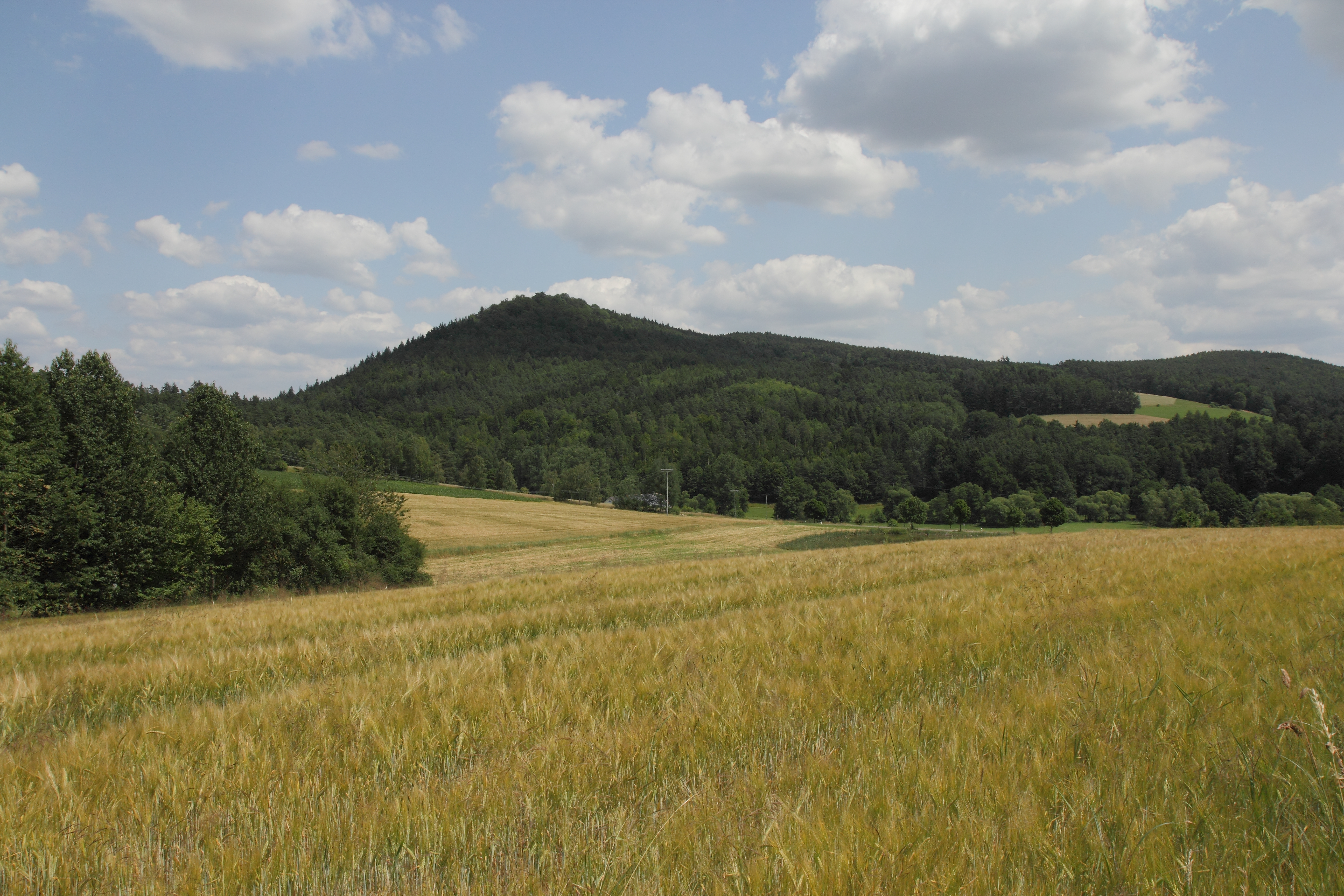
Ansicht des Warberges aus westlicher Richtung (Juli 2013)
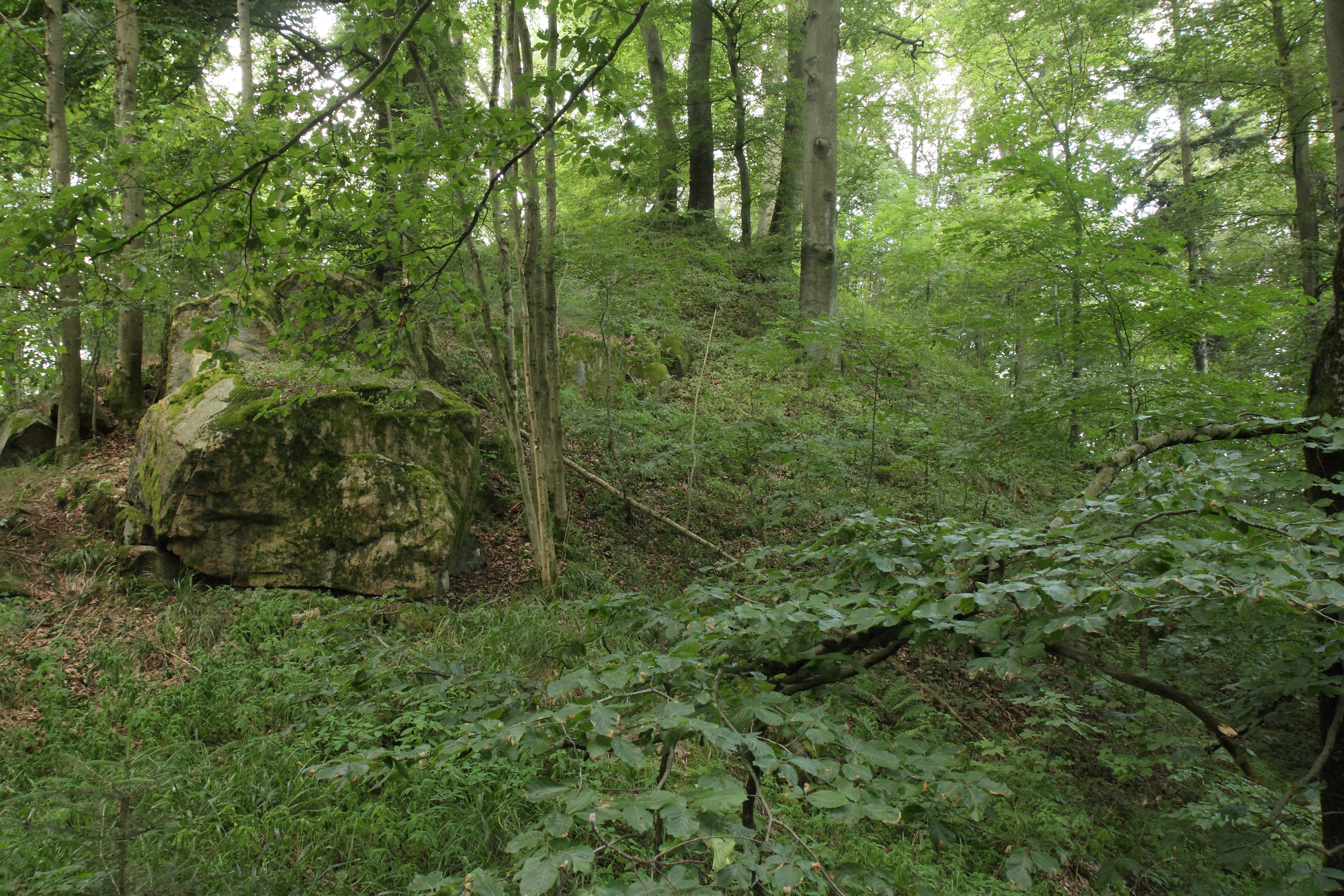
Ansicht des östlichen Hügels, wohl der Standort eines turmförmigen Gebäudes (Juli 2013)